# Henry Neijhorst
Henry Roëll Neijhorst (también escrito Neyhorst; 1940) es un economista surinamés que se desempeñó como primer ministro de Surinam del 31 de marzo al 9 de diciembre de 1982. También se desempeñó como Ministro de Finanzas del 15 de marzo al 15 de agosto de 1980.

## Biografía

### Inicios
Neijhorst estudió economía en la Universidad de Ámsterdam y la Universidad Erasmo de Róterdam (entonces Escuela de Economía de Róterdam), y finalmente recibió su título de doctorado en economía de la Universidad de Tilburg en 1972. Durante sus estudios, participó activamente en el Movimiento Estudiantil Nacionalista, una organización de estudiantes surinameses en los Países Bajos.

### Carrera política
Cuando Henk Chin A Sen se convirtió en primer ministro de Surinam después del Golpe de los Sargentos de 1980, eligió a Neijhorst como su Ministro de Finanzas. Neijhorst en ese momento se había desempeñado como director económico del Banco Nacional de Desarrollo.  Después de que el ministro de Planificación Económica en funciones fuera destituido en junio, Neijhorst también asumió ese cargo. Sin embargo, cuando el presidente Johan Ferrier fue obligado por los militares a renunciar en agosto, Neijhorst renunció voluntariamente al gabinete poco después.
Después de su renuncia, Neijhorst se convirtió en miembro del Comité de Cooperación Holanda-Surinam. También se unió al Banco de Ahorros Postal de Surinam como director.
En marzo de 1982, Neijhorst fue nombrado conjuntamente primer ministro y Ministro de Finanzas en funciones para suceder a Chin A Sen. Formó parte del Centro de Políticas, un organismo rector cuyos otros miembros eran el ministro de Relaciones Exteriores Harvey Naarendorp, el presidente del Consejo Militar Dési Bouterse y el vicepresidente del Consejo Militar Roy Horb. En teoría, el Centro de Políticas proporcionaría un amortiguador entre el Consejo Militar Nacional y el Gabinete de Ministros civil. Sin embargo, Neijhorst y el resto del gabinete optaron por dimitir después de que el Consejo Militar Nacional decidiera unilateralmente eliminar a los líderes de la oposición, en lo que se conoció como los "Asesinatos de Diciembre".
En 1991, Neijhorst se convirtió en asesor económico del gobierno de Ronald Venetiaan.

### Otras actividades
Neijhorst contribuyó con fotografías de equipos deportivos de la década de 1960 a la Primera Enciclopedia Deportiva de Surinam (1893-1988). También editó un volumen de artículos del político Jnan Adhin  en 1998. Cuando Humphrey Mijnals cumplió 80 años en 2010, Neijhorst publicó un folleto de homenaje en cooperación con la Federación Surinamesa de Fútbol.